# کاتنبرگ
کاتنبرگ (به آلمانی: Kaltenberg) یک منطقهٔ مسکونی در اتریش است که در ناحیه فرایشتات واقع شده‌است. کاتنبرگ ۱۷٫۱ کیلومتر مربع مساحت دارد ۸۴۲ متر بالاتر از سطح دریا واقع شده‌است.